# タスマニアン・タイガース
タスマニアン・タイガース（Tasmanian Tigers）は、オーストラリアのタスマニアのクリケットチーム。1851年設立。コーチはティム・コイル。ベルリヴ・オーヴァルにホームグラウンドを置いている。

## タイトル
- シェフィールド・シールド優勝: 2

2006–07, 2010–11
- ワン・デイ・カップ優勝: 4

1978–79, 2004–05, 2007–08, 2009–10
- ビッグ・バッシュ・リーグは優勝なし